# Rio Cerneţu
O Rio Cerneţu é um rio da Romênia, afluente do Timiş, localizado no distrito de Caraş-Severin.